# Gildardo Magaña (Michoacán)
Gildardo Magaña es una localidad del estado mexicano de Michoacán. Es parte del municipio de Peribán.

## Toponimia
El nombre de la localidad rinde homenaje a Gildardo Magaña Cerda, gobernador de Michoacán de 1936 a 1939.

## Demografía
| Gráfica de evolución demográfica |
|                                  |

| Censo | Población |
| ----- | --------- |
| 1940  | 123       |
| 1950  | 249       |
| 1960  | 428       |
| 1970  | 617       |
| 1980  | 994       |
| 1990  | 938       |
| 2000  | 1137      |
| 2010  | 1460      |
| 2020  | 1912      |